# Meerane
Meerane – miasto we wschodnich Niemczech, w kraju związkowym Saksonia, w okręgu administracyjnym Chemnitz, w powiecie Zwickau (do 31 lipca 2008 w powiecie Chemnitzer Land), siedziba wspólnoty administracyjnej Meerane. W 2009 miasto liczyło 16 287 mieszkańców.

## Urodzeni
- Otto Griebel

## Współpraca
- Lörrach, Badenia-Wirtembergia